# Adria Mobil/2014
Deze pagina geeft een overzicht van de Adria Mobil wielerploeg in 2014.

## Transfers
| Inkomend    | Team 2013 | Uitgaand     | Team 2014 |
| ----------- | --------- | ------------ | --------- |
| David Per   | Onbekend  | Simon Pavlin | Onbekend  |
| Domen Novak | Onbekend  | Pavel Gorenc | Onbekend  |

## Renners
| Naam            | Geboortedatum    | Nationaliteit | Ploeg 2013 |
| --------------- | ---------------- | ------------- | ---------- |
| Kristjan Fajt   | 7 mei 1982       | Slovenië      |            |
| Aljaž Hočevar   | 20 augustus 1991 | Slovenië      |            |
| Bruno Maltar    | 6 oktober 1994   | Kroatië       |            |
| Matej Mugerli   | 17 juni 1981     | Slovenië      |            |
| Tomaž Nose      | 21 april 1982    | Slovenië      |            |
| Domen Novak     | 24 augustus 1994 | Slovenië      | Onbekend   |
| David Per       | 13 februari 1995 | Slovenië      | Onbekend   |
| Radoslav Rogina | 3 maart 1979     | Kroatië       |            |
| Primož Roglič   | 29 oktober 1989  | Slovenië      |            |
| Klemen Štimulak | 20 juli 1990     | Slovenië      |            |

## Kalender (profwedstrijden)
| Wedstrijd                 | Datum             | Categorie |
| ------------------------- | ----------------- | --------- |
| GP Lugano                 | 2 maart 2014      | 1.1       |
| Internationale Wielerweek | 27-30 maart 2014  | 2.1       |
| Ronde van Keulen          | 21 april 2014     | 1.1       |
| Ronde van Azerbeidzjan    | 7-11 mei 2014     | 2.1       |
| Ronde van Slovenië        | 19-22 juni 2014   | 2.1       |
| Ronde van de Apennijnen   | 24 juni 2014      | 1.1       |
| Sibiu Cycling Tour        | 17-20 juli 2014   | 2.1       |
| WK Ploegentijdrit         | 21 september 2014 | WK        |

## Overwinningen
| Wedstrijd                          | Datum            | Categorie | Winnaar         |
| ---------------------------------- | ---------------- | --------- | --------------- |
| Trofej Umag                        | 5 maart 2014     | 1.2       | Matej Mugerli   |
| Gran Premio Industrie del Marmo    | 27 april 2014    | 1.2       | Matej Mugerli   |
| 2e etappe Ronde van Azerbeidzjan   | 8 mei 2014       | 2.1       | Primož Roglič   |
| 1e etappe Okolo Slovenska (TTT)    | 3 juni 2014      | 2.2       | Adria Mobil     |
| Raiffeisen Grand Prix              | 15 juni 2014     | 1.2       | Radoslav Rogina |
| Kroatisch kampioenschap tijdrijden | 27 juni 2014     | NK        | Bruno Maltar    |
| Kroatisch kampioenschap            | 29 juni 2014     | NK        | Radoslav Rogina |
| Sloveens kampioenschap             | 29 juni 2014     | NK        | Matej Mugerli   |
| Giro del Medio Brenta              | 13 juli 2014     | 1.2       | Klemen Štimulak |
| 1e etappe Sibiu Cycling Tour       | 18 juli 2014     | 2.1       | Radoslav Rogina |
| Eindklassement Sibiu Cycling Tour  | 17-20 juli 2014  | 2.1       | Radoslav Rogina |
| Kroatië-Slovenië                   | 31 augustus 2014 | 1.2       | Primož Roglič   |

2005 · 2006 · 2007 · 2008 · 2009 · 2010 · 2011 · 2012 · 2013 · 2014 · 2015 · 2016